# Bali Kino (Alzey)
Das Bali Kino in der rheinhessischen Stadt Alzey wurde 1954 als Bahnhofslichtspiele in der Nähe vom Bahnhof Alzey eröffnet. Das heutige Spielfilmkino ist seit dem 13. Dezember 2012 unter neuer Leitung. Es hat eine Leinwand, 196 Sitzplätze und ist eines der letzten vier verbliebenen Bahnhofslichtspielhäuser in Deutschland. Weitere gibt es nur noch in Berlin, Bochum und Kassel, im Gegensatz dazu ist es kein Programmkino.
Unter den Bahnhofskinos nimmt das Alzeyer Kino eine Sonderrolle ein, da es eines der wenigen ist, welches sich in einer Kleinstadt befand. Das Programm unterschied sich dadurch deutlich von den Bahnhofskinos in Großstädten wie München, Frankfurt, Stuttgart, Düsseldorf oder Köln, wo nicht zuletzt die Anonymität dafür sorgte, dass man dort Filme zeigte, die es anderswo nicht zu sehen gab.

## Geschichte

### 1953 bis 2012
Das Kino wurde 1953 in der Nähe des Alzeyer Bahnhofs errichtet und ein Jahr später eröffnet.
2011 besuchten nur noch rund 4.000 Gäste das Kino. Im Oktober 2012 wurde bekannt, dass das letzte verbliebene Kino von Alzey geschlossen werden sollte. Damit hätte es im Umkreis von gut 30 Kilometern kein Kino mehr gegeben, da die nächsten sich in Bad Kreuznach, Mainz und Worms befinden. Daraufhin übernahm der gebürtige Norddeutsche Claus Hadenfeldt das Lichtspielhaus.

### Seit 2012
Nach dem Kauf des traditionsreichen Lichtspielhauses im Herbst 2012 hat der neue Inhaber Claus Hinrich Hadenfeldt (1954–2025), eine sechsstellige Summe, in eine moderne Bild- mit 3D-Technik (HFR-3-D-Format) und Tontechnik (Dolby 7.1 Surround Sound), sowie ein neuer Boden und eine neue Bestuhlung investiert. Neben dem Digitalprojektor steht im Bildwerferraum auch noch ein alter Filmprojektor für 35 Millimeter Film.
Nach erfolgtem Umbau und Renovierung wurde das Kino am 12. Dezember 2012 um 12.12 Uhr neu eröffnet. Zur Wiedereröffnung wurde Der Hobbit: Eine unerwartete Reise als erster Film gezeigt.
Im zweiten Jahr, 2014, kamen fast 25.000 Filminteressierte ins Bali Kino. Insgesamt haben bis Ende Oktober 2015 mehr als 60.000 Besucher gut über 200 verschiedene Filme gesehen. Im dritten Jahr besuchten 32.000 Zuschauer das Kino, welches aus nur einem Saal mit 202 Plätzen besteht.
Da der aus Leuchtstoffröhren bestehende Schriftzug „Bali Kino“ technisch nicht mehr hergestellt werden kann, erleuchtet seit Dezember 2015 ein LED-Schriftzug an der Fassade des Kinos.
Zum dreijährigen Jubiläum gab es am 13. Dezember 2015 einen Tag der offenen Tür sowie eine kostenlose Filmvorführung aus den bisher gezeigten Filmen, hierzu gab es eine Umfrage, bei der man sich im Internet beteiligen konnte. Gezeigt wurde die 3-D-Version von Der große Gatsby.
Der Kulturminister Konrad Wolf überreichte im September 2020 aus der Förderlinie „Programmkinos stärken“ einen Bescheid von über 12.000 Euro, dass das Land Rheinland-Pfalz wegen der COVID-19-Pandemie als Unterstützung für betroffene Programmkinos aufgelegt hat, inklusive einer Co-Finanzierung des Bundes „Zukunftsprogramm Kino“ von über 4.000 Euro.

## Veranstaltungen
- Bereits vor Gründung der SchulKinoWoche Rheinland-Pfalz, 2003, wurden für die im Umkreis befindlichen Schulen Filme gezeigt, so zum Beispiel 1994 Schindlers Liste.
- In der Veranstaltungsreihe »Kaffee - Kuchen - Kino« sehen die Zuschauer einen Film und können dabei umsonst Kaffee und Kuchen genießen.
- Puppentheater findet regelmäßig im Filmsaal statt.
- An Spielfreien Tagen kann der Filmsaal für Veranstaltungen angemietet werden.

## Besonderheiten
- Mit 83 Jahren war Ende 2013/Anfang 2014 Gertrud Sonnenburg mit 54 Dienstjahren die wohl älteste Kino-Ticketverkäuferin Deutschlands.[7][8][9]
- Der aus Alzey stammende arte-Kulturredakteur Oliver Schwehm drehte 2015 unter anderem im Alzeyer Bali-Kino den Dokumentationsfilm Cinema perverso – die kaputte Welt des Bahnhofskinos. Der entstandene Dokumentarfilm wurde im Kino vor der Ausstrahlung auf arte gezeigt. In dieser Dokumentation kam auch Frau Sonnenburg zu Wort.[10][11]

## Auszeichnungen
Bei der von Moviepilot ausgerichteten Wahl zum beliebtesten Kino Deutschlands erreichte das Bali 2017 und 2018 einen Platz unter den ersten einhundert. Ebenfalls 2019 erreichte das Bali Kino, von über 1.600 teilnehmende Kinos, einen Platz in den Top 100.
Bei der Übergabe eines Förderbescheides im September 2020 erwähnte der Kulturminister Wolf, dass das Kino einen „Kinoprogrammpreis des Landes Rheinland-Pfalz“ erhält.